# 亚当·密茨凯维奇纪念碑 (利沃夫)
亚当·密茨凯维奇纪念碑（波蘭語：Kolumna Adama Mickiewicza we Lwowie, 乌克兰语：Пам'ятник Адамові Міцкевичу）位新古典主义风格，用于纪念波兰浪漫主义诗人亚当·密茨凯维奇，位于乌克兰利沃夫市中心的密茨凯维奇广场，立于1904年。

## 历史
1897年，在奥匈帝国加利西亚和洛多梅里亚王国首府利沃夫成立了纪念波兰浪漫主义诗人亚当·密茨凯维奇（1798–1855）的建碑委员会。 1898年，举办了一场设计比赛，在28个参赛作品中，评审团选择了波兰雕塑家安东尼·波普尔的设计。纪念碑采用柱的形式，建于1902-1904年，于1904年10月30日揭幕。柱下是波兰民族诗人亚当·密茨凯维奇的雕像，上面是一个长翅膀的诗歌精灵，向诗人递送竖琴。21米高的柱子顶部，有一盏大烛光。
纪念碑矗立在圣母广场（现为密茨凯维奇广场），靠近圣母玛利亚雕像。柱子的花岗岩石材是从意大利王国运来，而青铜是在维也纳的特奥多尔·塞尔佩克工厂铸造。亚当·密茨凯维奇的雕像高3.3米，烛光上的火焰是镀金的。这座纪念碑在第二次世界大战后又完好无损地出现。
这根纪念柱是二战后留在利沃夫的波兰民族纪念碑之一，而扬三世·索别斯基纪念碑和亚历山大·弗雷德罗纪念碑则分别转移到格但斯克和弗罗茨瓦夫。根据波兰民族解放委员会与乌克兰苏维埃社会主义共和国1945年在利沃夫签署的1944年协议的附加议定书，允许将利沃夫与波兰文化和历史有关的民族纪念碑移交给波兰政府，但亚当·密茨凯维奇纪念碑纪念碑除外，它“非常受欢迎，深受乌克兰民族的喜爱”。

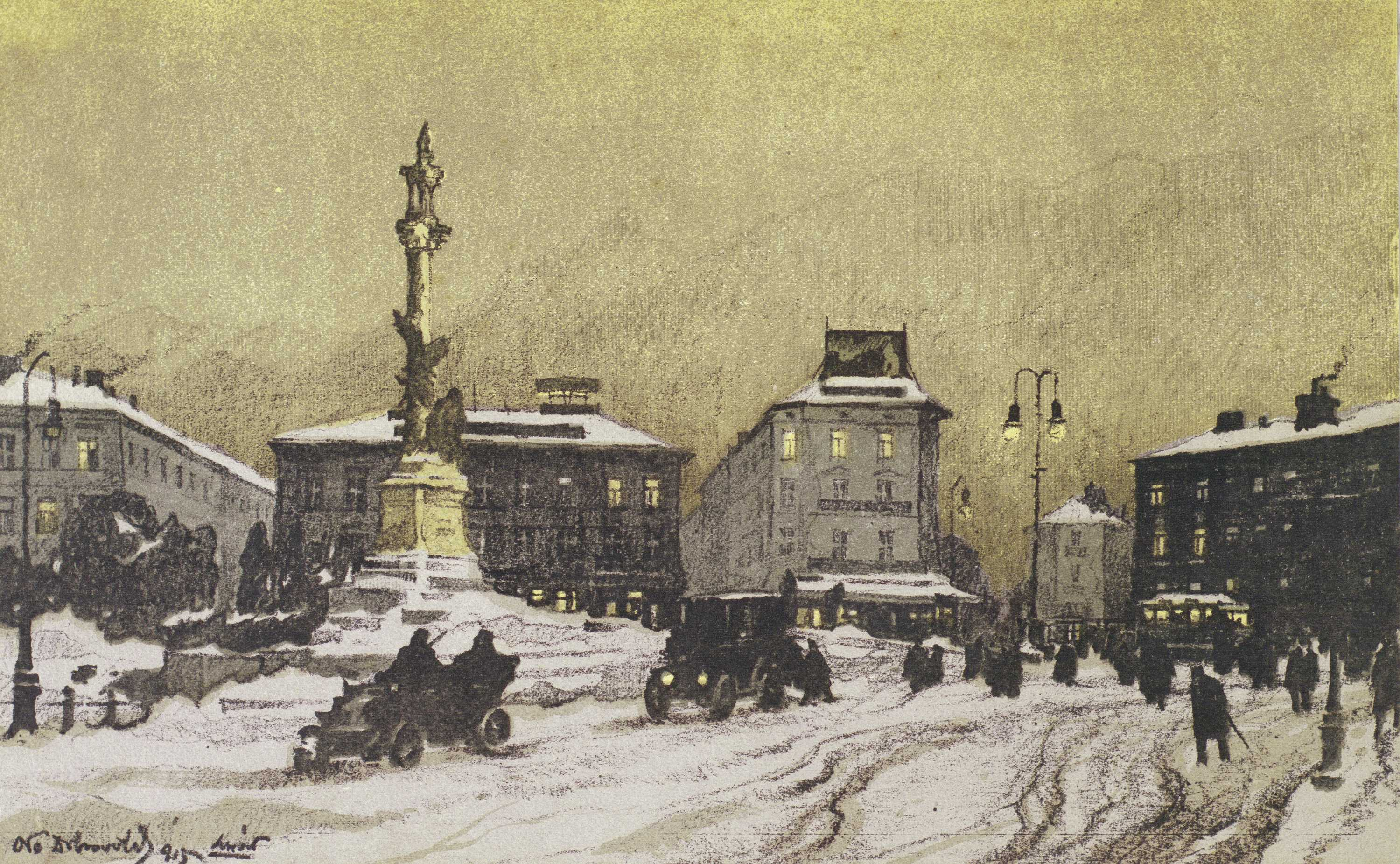
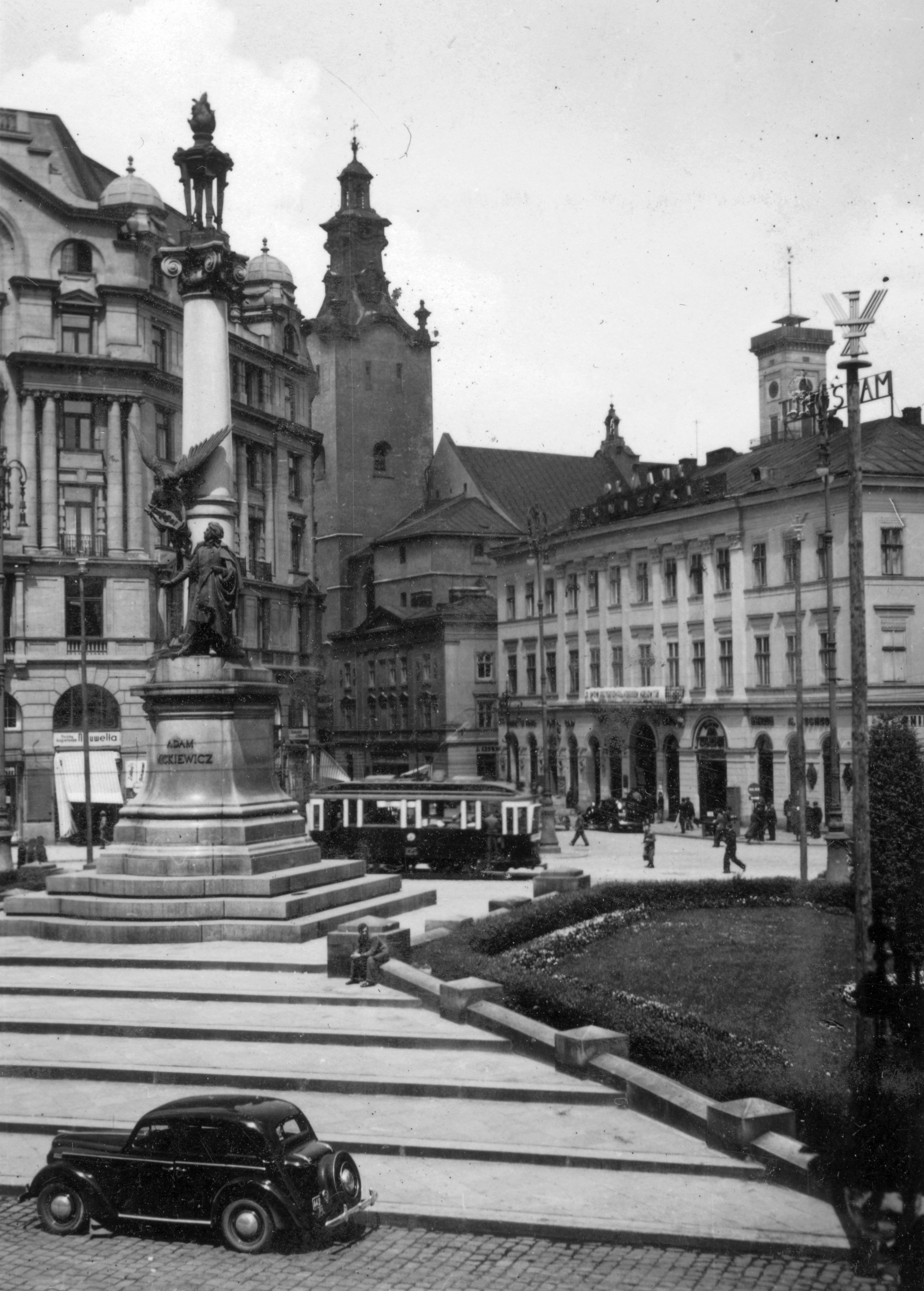
1939
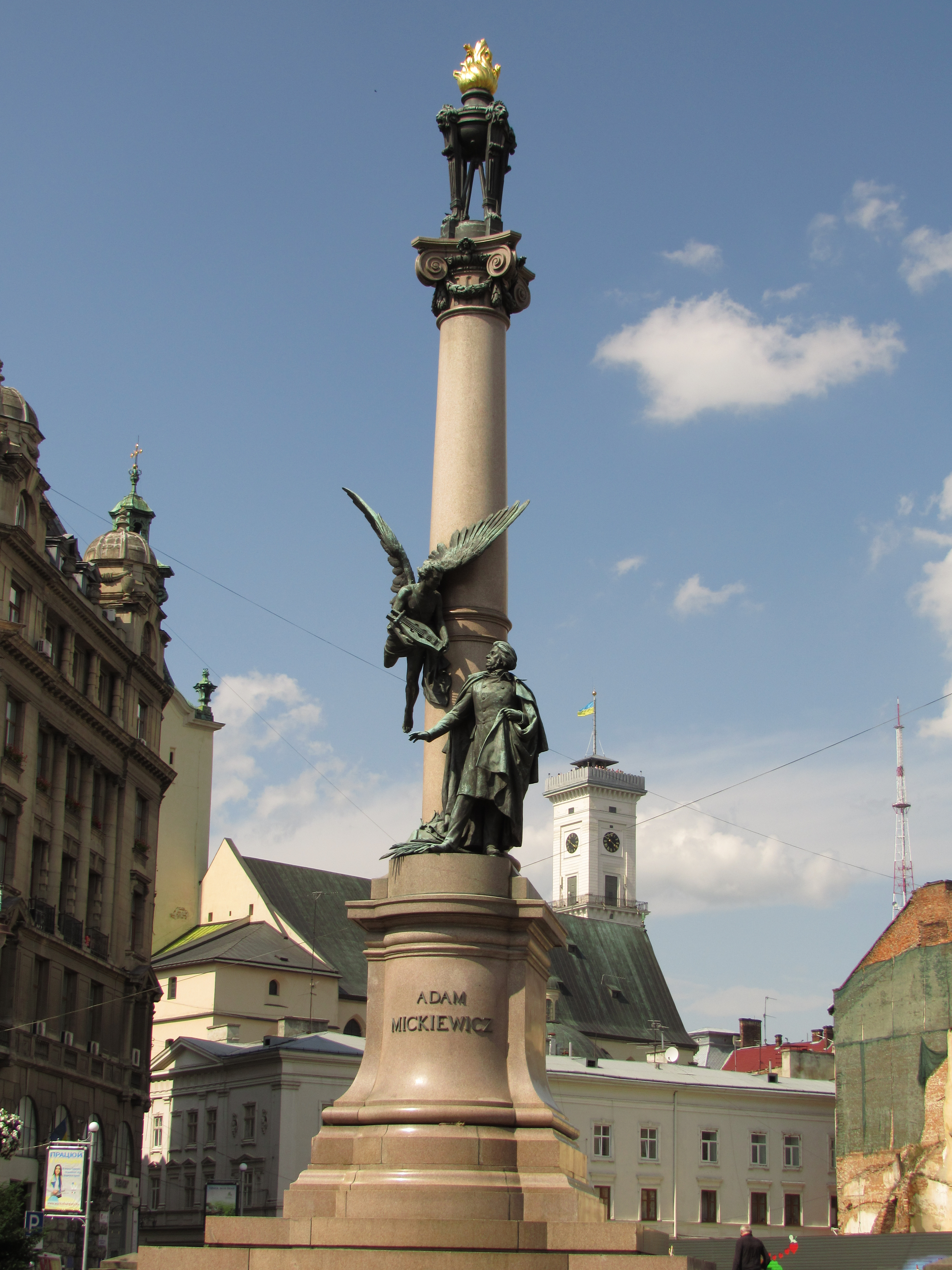
2017
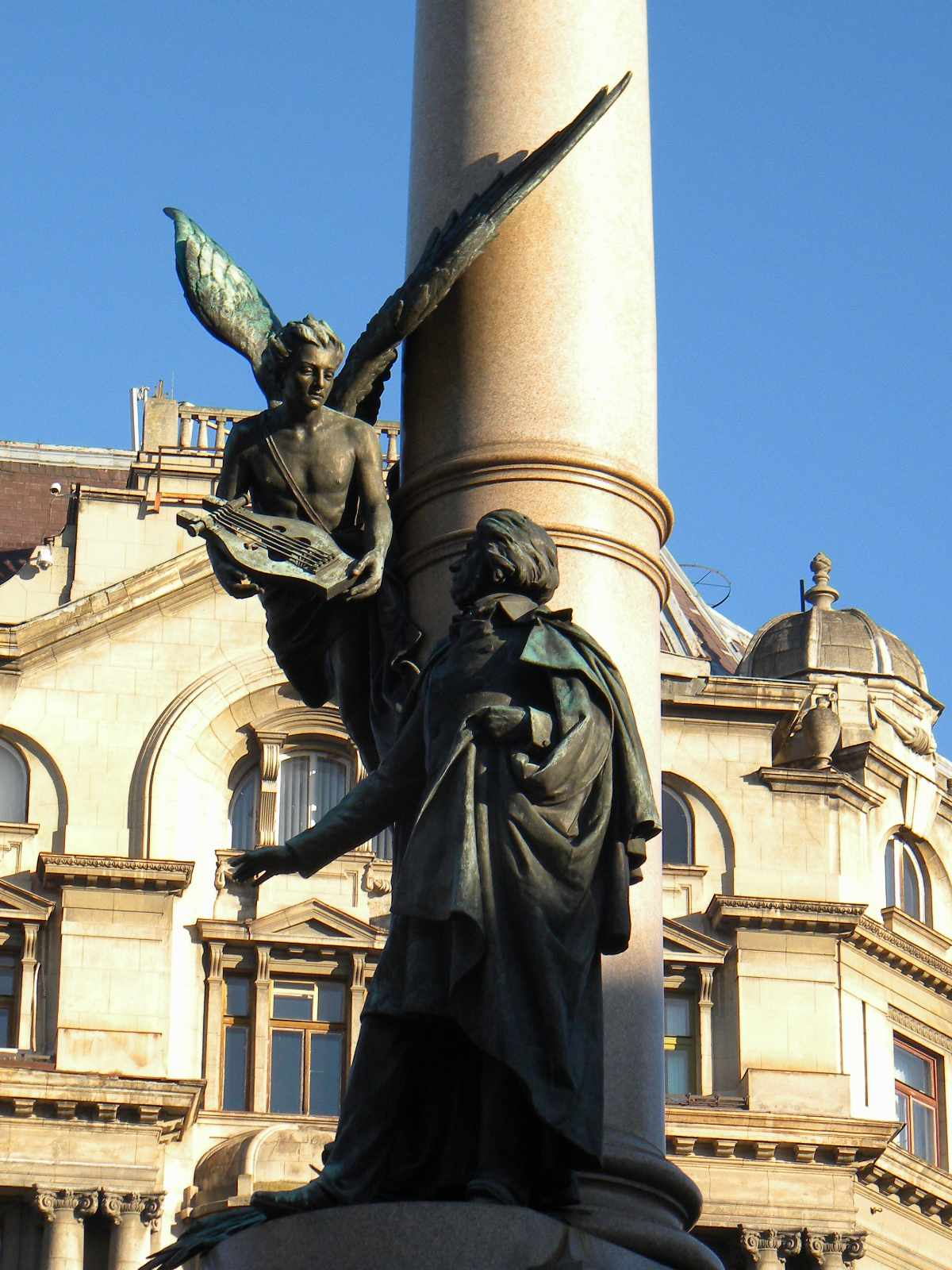